# Sedilien

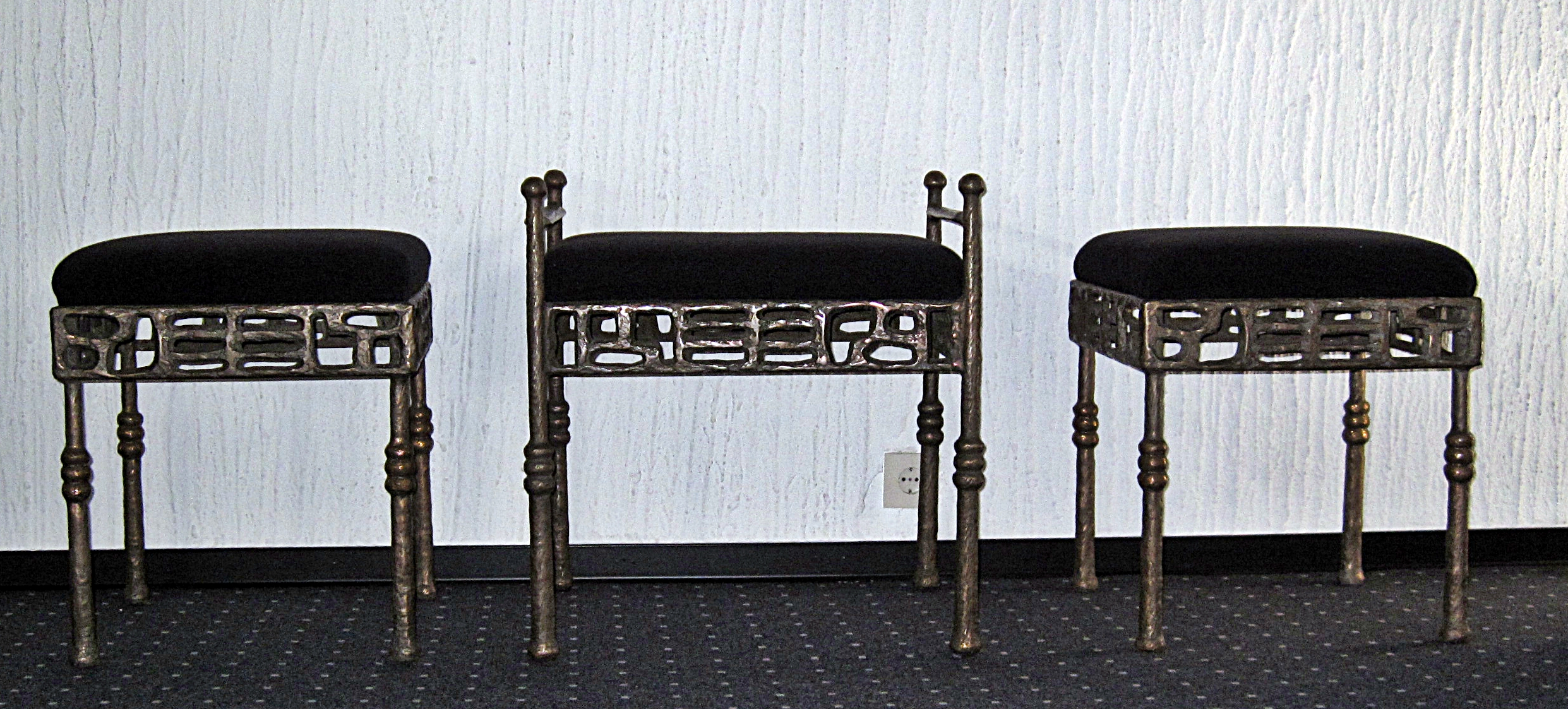
Sedilien in einer Krankenhauskapelle in Brilon

Sedilien (Sg. das Sedile; von lat. sedile n., pl. sedilia) sind die Sitze im Altarraum römisch-katholischer und altkatholischer Kirchen, die für Priester, Diakone und Messdiener und eventuell andere liturgische Dienste vorgesehen sind, sofern diese mit der Einzugsprozession einziehen.
Im Mittelalter gab es in vielen Kirchen feste Sedilienanlagen in Form einer Sessionsnische oder eines Dreisitzes.

## Sedilien

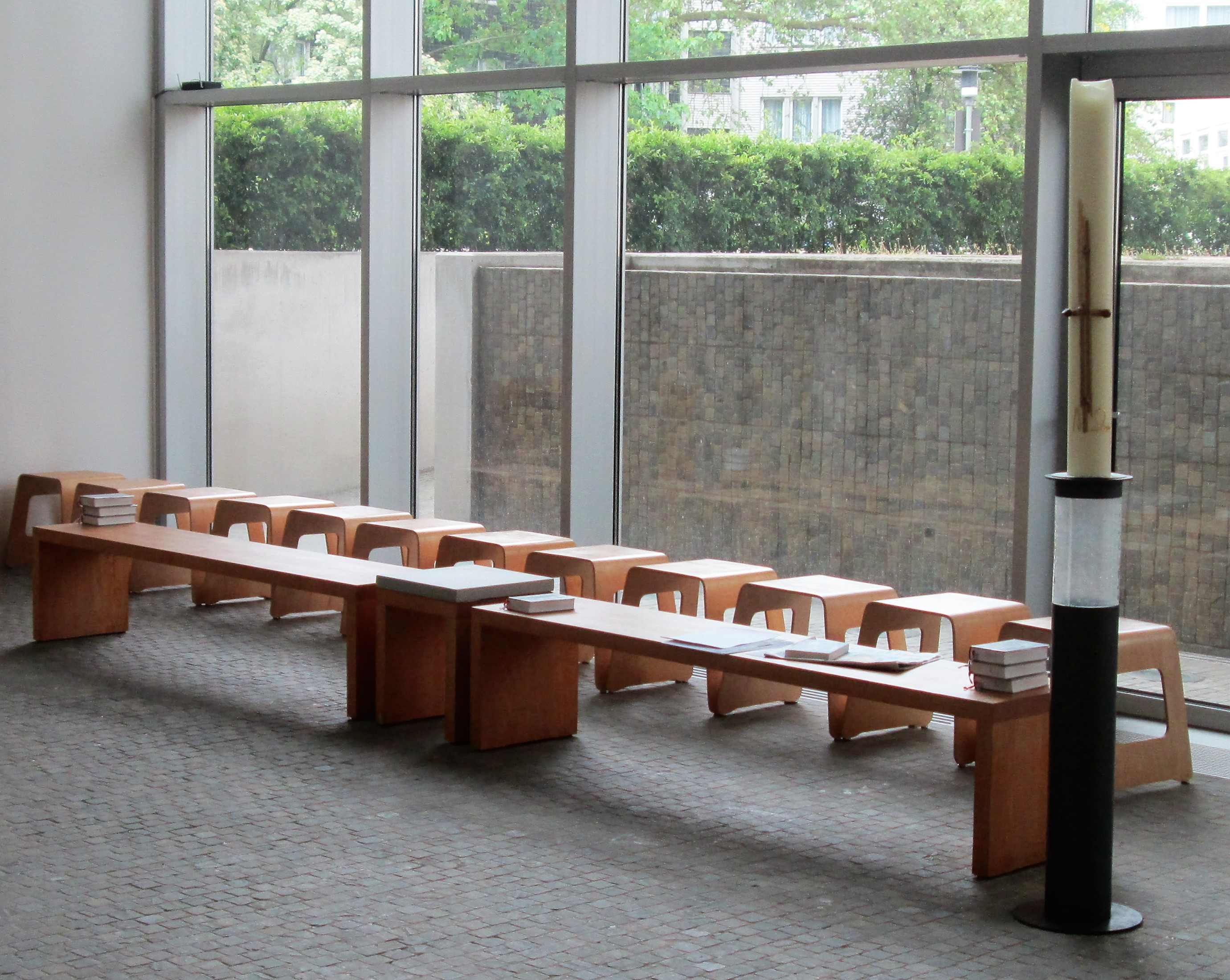
Sedilien in Bankform in St. Canisius (Berlin) mit zusätzlichen Sedilien für Konzelebrationen

Die heutigen liturgischen Regeln empfehlen, den Priestersitz unter den Sedilien des Altarraums herauszuheben: 

„Der Sitz des Priesters hat dessen Dienst als Vorsteher der Gemeinde und dessen Aufgabe, das Gebet zu leiten, gut erkennbar zu machen. Besonders geeignet ist der Platz im Scheitelpunkt des Altarraumes, der Gemeinde zugewandt, sofern nicht die Gestalt des Raumes oder andere Gründe dagegen sprechen (wenn etwa der Kontakt zwischen Vorsteher und Gemeinde wegen zu großer Entfernung erschwert ist). Der Sitz darf nicht die Form eines Thrones haben. Die Plätze der Teilnehmer, die einen besonderen Dienst ausüben, sollen sich an passender Stelle im Altarraum befinden, damit alle ihre Aufgaben ohne Schwierigkeiten erfüllen können.“

Historische Sedilien haben fast nur in der Frühzeit die Form eines Einzelsitzes, selten sind auch Doppelsitze, in den weitaus meisten Fällen handelt es sich, soweit ihre Zahl an der Form der Sedilie ablesbar ist, um Dreisitze. Die älteren Sedilien sind typischerweise in die südliche Chorwand eingelassen, diese mehr oder weniger dekorierten Vertiefungen werden auch als Sessionsnischen bezeichnet und sind vor allem aus gotischer Zeit überliefert. Besonders häufig finden sich steinerne Sedilien in England, wo sie seit dem 12. und 13. Jahrhundert üblich werden. Doch gibt es in der Gotik, vor allem aus dem 14. Jahrhundert, auch selbständige, hölzerne Möbel.

## Gotische Sessionsnischen

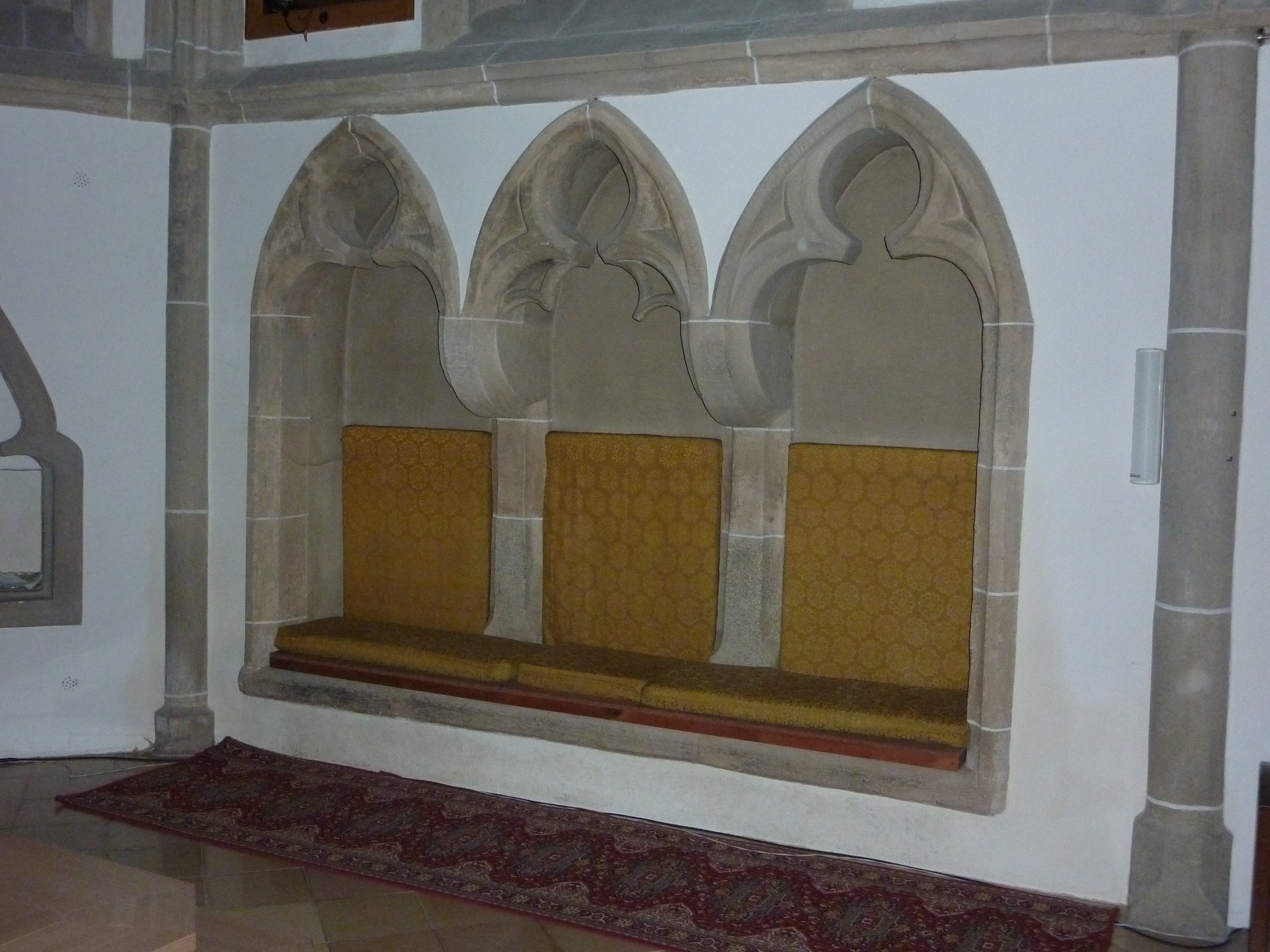
Gotische Sessionsnische in der Pfarrkirche Gerolding in Niederösterreich

Die Sitznische oder Sessio (lat. sessio „Sitz“) in der zumeist rechten Chorwand – bei einer Ostung der Kirche in der Südwand – befindet sich im letzten Joch vor dem Chorschluss. 
Deutschland
- Wandnische mit Maßwerk in der Stadtkirche in Grebenstein
- Wandnische in der ehemaligen Stiftskirche St. Maria in der Bielefelder Neustadt
- Wandnische in der Kirche in Dagobertshausen (Malsfeld)
- Wandnische in der St.-Marien-Kirche in Homberg/ Efze
- Wandnische in der ehemaligen Klosterkirche in Lippoldsberg
- Wandnische in der Stadtkirche in Spangenberg
- Wandnische in der ehemaligen Wallfahrtskirche in Gottsbüren

Niederösterreich
- Session als Wandnische mit Kleeblattbogen aus der ersten Hälfte des 14. Jahrhunderts in der Filialkirche hl. Nikolaus in Winkl in Kirchberg am Wagram
- Session mit einer reich profilierten Vorhangbogennische in der Pfarrkirche Spitz in Spitz an der Donau
- Sessionsnische im Chorschluss mit vegetabiler Einfassung und einem Maßwerkschleier um 1400 in der Pfarrkirche Groß
- Gekuppelte Sessionsnische mit spitzem Dreieckgiebel und Maßwerk im gotischen Chor der Pfarrkirche Niederkreuzstetten
- Vermauerte frühgotische Sessionsnische in der Pfarrkirche Mariä Schutz in Groß-Enzersdorf
- Sessionsnische in der südlichen Chorwand der Pfarrkirche Probstdorf
- Zweiteilige Sessionsnische aus dem 14. Jahrhundert in der Pfarrkirche Stillfried in Stillfried
- Sessionsnische mit Kleeblattmaßwerk in der Pfarrkirche Friedersbach
- Spitzbogige Sessionsnische, genutzt als Grabsteinrahmung, in der Pfarrkirche hl. Stephanus in Eggenburg
- Flachbogige geschlossene und profilierte Sitznische in der Pfarrkirche St. Wolfgang bei Weitra
- Dreiteilige spätgotische Sessionsnische mit einem übergreifenden gefasten Spitzbogenmaßwerk in der Pfarrkirche Perchtoldsdorf
- Sitznische mit Blendmaßwerk mit einem Rund- und Kleeblattbogenfries am segmentbogigen Sturz in der Pfarrkirche Totzenbach

Steiermark
- Steinerne Rahmenarchitektur einer Sessionsnische mit einem Kielbogen mit Krabbenbesatz und Kreuzblume in der Pfarrkirche Riegersburg
- Sessionsnische mit einem Abhängling in der Pfarrkirche Fohnsdorf

Wien
- Dreiteilige spitzbogige Sessionsnische im rechten Seitenchor in der Michaelerkirche

Tschechien
- Dreiteilige Sessionsnische mit Arkaden, Maßwerk und Sanktuarium in der südlichen Chorwand der Kirche St. Wenzel und Leib Christi in Křečhoř

## Dreisitze

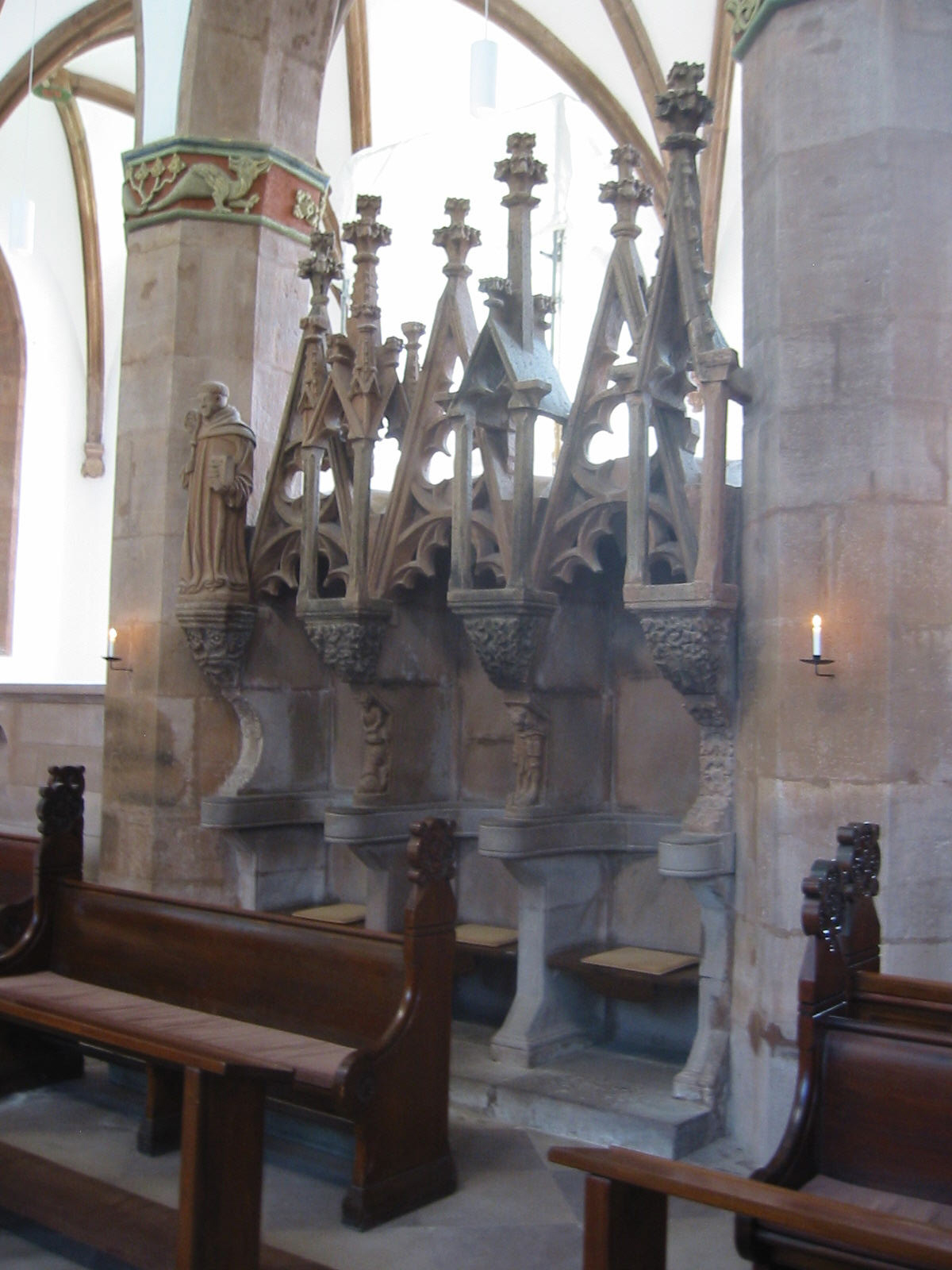
Steinerner Dreisitz im Kloster Amelungsborn, 14. Jahrhundert

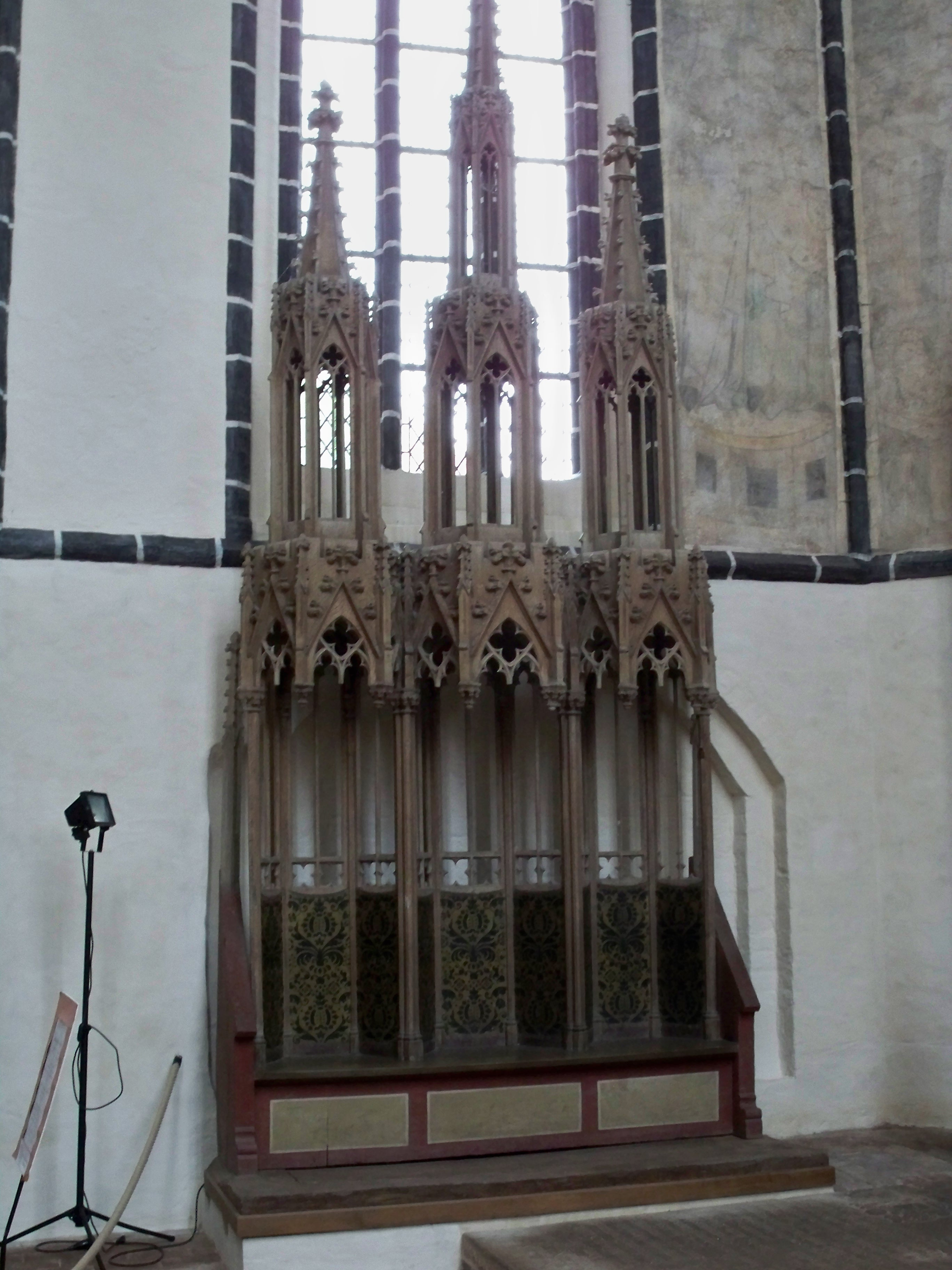
Holzgeschnitzter Dreisitz in der Marienkirche Salzwedel, 14. Jahrhundert

Im Dreisitz (auch Levitensitz, -bank, -stuhl, Zelebrantenstuhl) nahmen die Geistlichen während bestimmter Abschnitte der Liturgie, vor allem Gloria und Credo, Platz, wenn die Messe als Levitenamt von Priester, Diakon und Subdiakon gefeiert wurde. Die Messe als „Levitenamt“ zu feiern ist seit dem Zweiten Vatikanischen Konzil nur noch in der außerordentlichen Form des Römischen Ritus üblich.

### Funktion, Ort und Typen
Ort des Dreisitzes ist die Südwand (rechte Seite, Epistelseite) des Chorraums in der Nähe des Hochaltars. Hier sind die ältesten, nischenförmigen Dreisitze aus Stein im Verband der Chormauer noch erhalten. In späteren Beispielen verselbständigen sich die Türmchenarchitekturen der Baldachine über den Sitzen. Seit dem 14. Jahrhundert sind es dann überwiegend hölzerne Möbel, deren Konstruktionen sich denen der Chorgestühle mit ihren Seitenwangen, Rückwänden und Überdachungen formal annähern. Doch im Gegensatz zu diesen haben Dreisitze in der Regel keine Pultreihe und keine Klappsitze. In seltenen Fällen sind Dreisitze nicht als Levitenstühle für die liturgischen Akteure errichtet worden, sondern als Ehrensitze anzusehen und befinden sich dann eher am westlichen Ende des Chorraums.
Die Qualität der Schnitzereien an den mittelalterlichen Levitenstühlen steht der an den Altären kaum nach. Nur sind ihre Themen weltlicher, haben aber oft einen deutlich moralisierendem Hintergrund.
Die Anzahl erhaltener Dreisitze scheint in der Barockzeit abzunehmen. In protestantischen Kirchen, zum Beispiel in Norddeutschland, haben sich Dreisitze vergleichsweise oft erhalten, ein Anzeichen dafür, dass sie im veränderten Ritus neue Funktionen bekamen.

### Herausragende Dreisitze
| Ort                                                                            | Zeit       | Material           | Bemerkungen | Bild |
| ------------------------------------------------------------------------------ | ---------- | ------------------ | --- | ---- |
| Schulpforte, Klosterkirche                                                     | 1268       | Stein              | |      |
| Xanten, Stiftskirche                                                           | um 1290    | Stein              | Figürlicher Schmuck: Thronende Muttergottes, Personifikationen des AT und NT, David, Salomon, Evangelisten als Wasserspeier. Stilgeschichtlich eng an die Reimser Skulpturen anschließend.                             |      |
| Bad Doberan, Klosterkirche                                                     | 1310/1890  | Holz               | Klappsitze original, Rest um 1890 kopiert, Originalteile in Ludwigslust. |      |
| Verden, Dom                                                                    | 1329 ca.   | Holz               | Figürlicher Schmuck: Paare aus dem AT, personifizierte Stände. Literatur |      |
| Kloster Amelungsborn                                                           | 1370–90    | Stein              | |      |
| Kloster Scharnebeck                                                            | 1330–50    | Holz               | Mit Chorgestühlsresten zu neuen Gestühlen zusammengesetzt. Literatur |      |
| Salzwedel, Marienkirche                                                        | 1300–1350  | Holz               | |      |
| Osnabrück, St. Johann                                                          | 1350–80    | Holz               | Literatur |      |
| Naumburger Dom, Ostchor                                                        | 1390–1400  | Holz               | Figürliche Reliefs. - Literatur |      |
| Ulmer Münster, alleinstehender Dreisitz der den Chorraum vom Langhaus abgrenzt | 1468/1469  | dunkles Eichenholz | Der Dreisitz ist das Werk von Jörg Syrlin d. Ä. Auf der abgeschrägten Fläche befinden sich zwei vollplastische Büsten, die Sibyllen mit Spruchbändern darstellen. Die Außenwände sind mit Pflanzenornamenten verziert. |      |
| Kloster Maulbronn, Chor der Kirche                                             | gegen 1500 | Holz               | sog. Abtsstuhl |      |
| St.-Ansgari-Kirche in Hage (Ostfriesland)                                      | um 1500    |                    | wahrscheinlich aus der Prämonstratenserabtei Coldinne; 1981 restauriert |      |